# Heribert C. Ottersbach

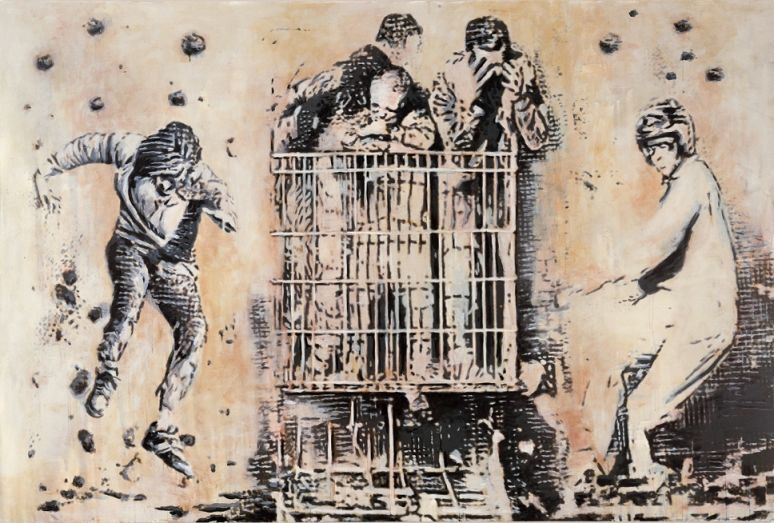
Ottersbach, Chercheurs de bonheur, 2005

Heribert C. Ottersbach (né le 28 juin 1960 à Cologne) est un peintre allemand.

## Biographie
De 1979 à 1983, il étudie l'art, la civilisation allemande et la philosophie à l'Université de Cologne et à l'Université de Sciences Appliqués de Cologne (de). De 1983 à 1985, il est étudiant boursier au Portugal, à New York et Paris. En 1992, il est professeur invité au Centro de Arte e Communicação Visual de Lisbonne. En 2001, il devient chargé de cours à la Hochschule für Grafik und Buchkunst Leipzig. En 2003, il est l'invité de l'Université d'État de Californie à Los Angeles.
En août 2009, il est nommé professeur titulaire à Leipzig en remplacement de Neo Rauch. Il vit entre cette ville et le Södermanland, en Suède.

## Œuvre
La peinture figurative d'Ottersbach possède aussi une approche conceptuelle. Elle pose des questions sur la place de l'art et du rôle social de l'artiste. Il traite ainsi de l'histoire et des implications idéologiques, politiques et historiques de l'art moderne. Il contredit l'idée que l'art n'aurait plus de sens depuis une fin des idéologies en 1989. Pour Ottersbach, la peinture est un lieu où placer les processus mentaux de visualisation et aussi une partie intégrante du discours social actuel qu'il faut rendre actif pour qu'elle ne soit pas simplement de la décoration. Il demande ainsi aux images numériques de se servir des références historiques de l'art pour s'inscrire dans cette histoire.
Ottersbach peint des illusions perdues, s'arrête au moment où elles se forment. Ses motifs semblent plongés dans une lumière irréelle, négative, instantanée ou s'évanouissant lentement depuis la mémoire.